# هربرت بيري
هربرت بيري (بالإنجليزية: Herbert Perry)‏ هو لاعب كرة قاعدة أمريكي، ولد في 15 سبتمبر 1969 في لايف أوك في الولايات المتحدة.

## وصلات خارجية
- هربرت بيري على موقع دوري كرة القاعدة الرئيسي (الإنجليزية)
- هربرت بيري على موقعبيزبول رفرنس.كوم (الدوري الرئيسي) (الإنجليزية)
- هربرت بيري على موقعبيزبول رفرنس.كوم (الدوري الثانوي) (الإنجليزية)
- هربرت بيري على موقع إي إس بي إن.كوم (أم.أل.بي) (الإنجليزية)
- هربرت بيري على موقع مشجعي الرسوم البيانية (الإنجليزية)